# Zentriol

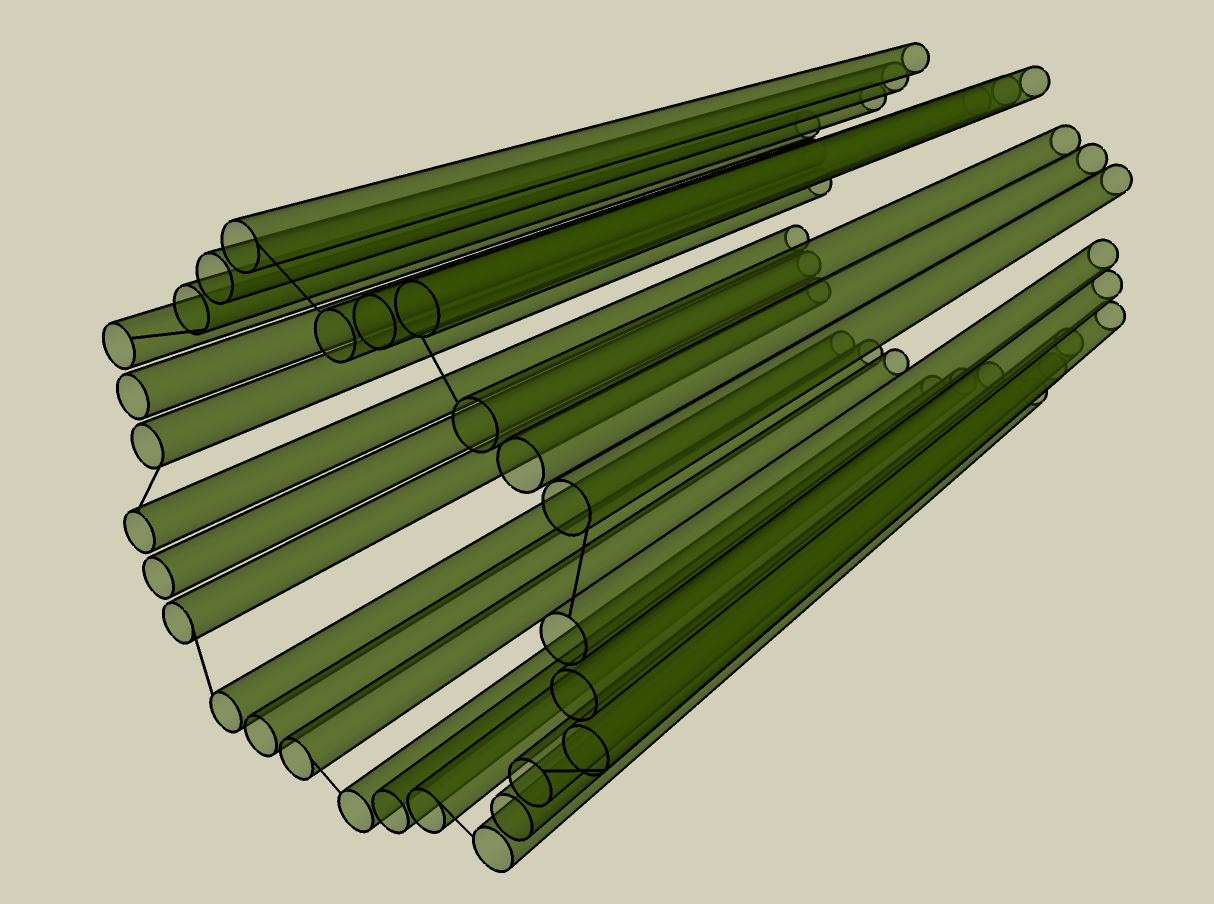
Centriol

Zentriolen (auch Centriolen) sind zylinderförmige Strukturen, die sich in vielen lebenden Zellen befinden. Sie haben eine Größe von etwa 170 Nanometern × 500 Nanometern (also rund 850.000 nm2 bzw. 8.5×10−1 µm2 oder 8.5×10−7 mm2) und bilden zusammen mit der perizentriolaren Matrix das Zentrosom (auch Centrosom).
Bedeutung haben Zentriolen bei Transport- und Stützaufgaben. So sind sie (zusammen mit der perizentriolaren Matrix) an der Bildung des MTOC (microtubule-organizing centers) beteiligt, das während der Mitose sowie Meiose den Spindelapparat zur Trennung der Chromosomen bildet, aber auch während der Interphase zur Organisation und physikalischen Stabilisierung der Zelle beiträgt.
Zentriolen kommen in den meisten tierischen Zellen und den Zellen niederer Pflanzen vor, nicht jedoch bei den höheren Pflanzen (Angiospermen). In begeißelten Zellen liegen die Zentriolen in der Interphase als geißeltragende Basalkörper vor, z. B. in der Grünalge Chlamydomonas reinhardtii.
Die Zentriolen der meisten Säugetiere bestehen aus 27 Mikrotubuli (9 Tripletts), die über Filamente miteinander verbunden sind. Der Aufbau der Zentriolen ist oft unterschiedlich: Mikrotubuli-Dupletts bei Drosophila, Mikrotubuli-Singletts beim Fadenwurm C. elegans.